# 井上ウィマラ
 井上 ウィマラ（いのうえ ウィマラ、1959年 - ）は、日本の瞑想指導者、元高野山大学、健康科学大学教授。名前の由来は維摩詰。
子育て中の母親や亀田総合病院など全国の医療機関にて瞑想を教えている。

## 略歴
- 1959年、山梨県に生まれる
- 1978年、山梨県立甲府第一高等学校卒業
- バイクで放浪旅行していた時、永平寺に立ち寄り、1週間ほど坐禅を体験
- 1979年、一浪の末、京都大学文学部宗教専攻入学。後に同大中退
- 1984年、曹洞宗法泉寺にて得度
- 福井県永平寺に修行で入山するも、分刻みの勤行に馴染めず寺を離れ、1年ほど全国を放浪
- 27歳、ビルマ仏教寺院、世界平和パゴダ（北九州市）にて勤行に打ち込む
- 28歳、ビルマに渡る。結跏趺坐を解いた長時間の瞑想、坐禅に打ち込む
- 1988年、ビルマのチャミ瞑想センターにて上座部僧として得度
- 1991年、北九州市の世界平和パゴダビルマ僧院に帰寺
- 1993年、34歳、弟が暮らしていた縁でカナダ、トロント市のマハーヴィハーラ寺に赴任。瞑想を教えていた中、マインドフルネス、心理療法のセラピーを学ぶ。
- 1997年、38歳、カナダ人と結婚した弟に子供（甥）が生まれ、その子を抱かされた時に急に「命を懸けてこの子を守ろう」という強い生々しい感情が沸き上がり、制限のない土俵でもう一度、瞑想の修行を積むべく還俗
- 2005年、高野山大学スピリチュアルケア学科助教授に就任
- 2013年、高野山大学文学部教授に昇任
- 2019年、健康科学大学健康科学部福祉心理学科教授に就任
- 2021年、同大を退職し、マインドフルネス研究所オフィス・らくだを主宰[1]

### 学会歴
- 日本仏教心理学会 - 発足人、3代会長（2018-2022）[2]

## 著書
- 『心を開く瞑想レッスン』（大法輪閣、2003年）
- 『見つめてごらん - 気づきと癒しの子育てレッスン』（佼成出版社、2004年）
- 『呼吸を感じるエクササイズ』（岩波アクティブ新書、2004年）
- 『子どもの心のありかに寄り添う - 子育てこそ、スピリチュアル』（主婦の友社、2005年）
- 『呼吸による気づきの教え - パーリ原典「アーナーパーナサティ・スッタ」詳解』（佼成出版社、2005年）
- 『人生で大切な五つの仕事 - スピリチュアルケアと仏教の未来』（春秋社、2006年）
- 『看護と生老病死 - 仏教心理で困難な事例を読み解く』（三輪書店、2010年）
- 『子育てから看取りまでの臨床スピリチュアルケア』（興山舎、2019年）

### 共著
- 『瞑想脳を拓く - 脳生理学があかすブッダのサイエンス』（有田秀穂との共著、佼成出版社、2007年）
- 『スピリチュアルケアへのガイド - いのちを見まもる支援の実践』（窪寺俊之との共著、青海社、2009年）
- 『宗教と終末医療』（林茂一郎・藤腹明子・田中雅博との共著、佼成出版社、2009年）
- 『心理臨床における「あの世」のゆくえ』（石川勇一・鈴木康広・森岡正芳との共著、春秋社、2024年）

### 共編
- 『仏教心理学キーワード事典』（葛西賢太・加藤博己との共編、春秋社、2012年）

### 翻訳書
- 『呼吸による癒し - 実践ヴィパッサナー瞑想』（ラリー・ローゼンバーグ著、春秋社、2001年）
- 『やさしいヴィパッサナー瞑想入門』（アリンナ・ワイスマン・ジーン・スミス共著、春秋社、2003年）
- 『ブッダのサイコセラピー - 心理療法と"空"の出会い』（マーク・エプスタイン著、春秋社、2009年）

### 論文
- CiNii>井上ウィマラ
- INBUDS>井上ウィマラ

## 出演

### TV
NHK
- 『こころの時代』 － 2018年2月25日付「ブッダの教えを社会に生かす」[3]